# José Velásquez (football, 1952)
Pour les articles homonymes, voir José Velásquez (homonymie).
José Manuel Velásquez Castillo, né le 4 juin 1952 à Lima, est un footballeur international péruvien qui jouait au poste de milieu de terrain défensif.
Leader naturel, doté d'une forte personnalité au point d'être surnommé El Patrón, il fait partie de la grande génération de footballeurs péruviens des années 1970 au même titre que Héctor Chumpitaz, Teófilo Cubillas, César Cueto, Hugo Sotil et consorts.

## Biographie

### Carrière en club
Formé à l'Alianza Lima en tant que défenseur, José Velásquez y fait ses débuts en 1971 et a l'occasion de remporter trois fois le championnat du Pérou à la fin des années 1970 (voir palmarès).
Il poursuit sa carrière à l'étranger, à l'Independiente Medellín (Colombie) – moyennant 150 000 $ – en 1979, puis au Toronto Blizzard (Canada) en 1980-1981. Après un bref retour au Pérou (au sein de l'Alianza Lima), il s'expatrie une nouvelle fois, cette fois-ci à l'Hércules Alicante CF (Espagne) lors de la saison 1984-1985. Il rejoint ensuite le CD Iquique au Chili où il évolue entre 1986 et 1987.
Sollicité une dernière fois par l'Alianza Lima, en 1987, après la tragédie de Ventanilla qui voit périr toute l'équipe dans un crash aérien, Velásquez y fait son retour entouré d'autres stars du club comme Teófilo Cubillas et César Cueto.

### Carrière en équipe nationale
Même s'il remporte la Copa América 1975 avec le Pérou (un match disputé), c'est lors de la Coupe du monde 1978 en Argentine que Velásquez s'y distingue. En effet, il marque le but le plus rapide de la sélection péruvienne en Coupe du monde contre l'Iran, le 11 juin 1978, à la 2e minute. 
Auteur de cinq matchs durant ce mondial qui voit la Blanquirroja avancer au 2d tour, il aura l'occasion de disputer la Coupe du monde 1982 en Espagne sans la même réussite cette fois-ci puisque les Péruviens se font éliminer dès le 1er tour. Il joue tout de même les trois rencontres de sa sélection lors du Mundial espagnol. Pour l'anecdote, un peu avant la mi-temps du match entre le Pérou et l'Italie, le 18 juin 1982, l'arbitre allemand Walter Eschweiler se heurte violemment avec Velásquez dans un choc fortuit qui le laisse inconscient durant plusieurs minutes,.

#### Buts en sélection
Source utilisée : (en) José Velásquez - International Appearances sur www.rsssf.com
| Buts en sélection de José Velásquez | Buts en sélection de José Velásquez | Buts en sélection de José Velásquez                    | Buts en sélection de José Velásquez | Buts en sélection de José Velásquez | Buts en sélection de José Velásquez | Buts en sélection de José Velásquez |
|                                     | Date                                | Lieu                                                   | Adversaire                          | Score                               | Résultat                            | Compétition                         |
| ----------------------------------- | ----------------------------------- | ------------------------------------------------------ | ----------------------------------- | ----------------------------------- | ----------------------------------- | ----------------------------------- |
| 1.                                  | 9 février 1977                      | Lima (Pérou)                                           | Hongrie                             | 1-1                                 | 3-2                                 | Amical                              |
| 2.                                  | 9 février 1977                      | Lima (Pérou)                                           | Hongrie                             | 2-1                                 | 3-2                                 | Amical                              |
| 3.                                  | 12 mars 1977                        | Estadio Nacional, Lima (Pérou)                         | Équateur                            | 1-0                                 | 4-0                                 | QCM 1978                            |
| 4.                                  | 29 mai 1977                         | Port-au-Prince (Haïti)                                 | Haïti                               | 2-1                                 | 2-2                                 | Amical                              |
| 5.                                  | 17 juillet 1977                     | Estadio Olímpico Pascual Guerrero, Cali (Colombie)     | Bolivie                             | 3-0                                 | 5-0                                 | QCM 1978                            |
| 6.                                  | 17 juillet 1977                     | Estadio Olímpico Pascual Guerrero, Cali (Colombie)     | Bolivie                             | 5-0                                 | 5-0                                 | QCM 1978                            |
| 7.                                  | 11 juin 1978                        | Estadio Olímpico Chateau Carreras, Córdoba (Argentine) | Iran                                | 1-0                                 | 4-1                                 | CM 1978                             |
| 8.                                  | 17 mai 1982                         | Estadio Nacional, Lima (Pérou)                         | Roumanie                            | 2-0                                 | 2-1                                 | Amical                              |
| 9.                                  | 24 février 1985                     | Santiago (Chili)                                       | Chili                               | 0-1                                 | 1-2                                 | Amical                              |
| 10.                                 | 27 février 1985                     | Estadio Centenario, Montevideo, (Uruguay)              | Uruguay                             | 0-1                                 | 2-2                                 | Amical                              |
| 11.                                 | 23 avril 1985                       | Lima (Pérou)                                           | Uruguay                             | 1-1                                 | 2-1                                 | Amical                              |
| 12.                                 | 30 juin 1985                        | Estadio Monumental, Buenos Aires (Argentine)           | Argentine                           | 1-1                                 | 2-2                                 | QCM 1986                            |

## Palmarès
| Alianza Lima - Championnat du Pérou (3) : - Champion : 1975, 1977 et 1978. |  | Pérou - Copa América (1) : - Vainqueur : 1975. |